# Tomasz Wieczorek (piłkarz ręczny)
Tomasz Wieczorek (ur. 1971 w Dąbrowie Górniczej) – polski piłkarz ręczny (reprezentant Polski), trener, działacz sportowy.

## Życiorys
Karierę rozpoczynał w Górniku Sosnowiec, po czym występował w Hutniku Kraków. W latach 1990–1993 występował w reprezentacji Polski. Z powodu kontuzji kręgosłupa w 1995 roku zakończył karierę. W 1997 roku na krótko został jeszcze zawodnikiem Viretu Zawiercie.
Po zakończeniu kariery zawodniczej podjął studia na AWF w Krakowie. Po uzyskaniu stopnia magistra ukończył studia doktoranckie. Na krakowskiej uczelni był adiunktem w Katedrze Metodyki i Teorii Piłki Ręcznej.
W 1998 roku nawiązał współpracę z Jagną Marczułajtis, zostając jej trenerem od przygotowania ogólnego. Funkcję tę pełnił do Zimowych Igrzysk Olimpijskich 2002. Następnie współpracował z jeźdźcem Jackiem Zagorem oraz motocyklistą Gabrielem Marcinowem.
W 2009 roku został zatrudniony jako trener BKS Bochnia. W październiku 2010 roku zrezygnował z funkcji z powodu niesatysfakcjonujących wyników.
W 2014 roku objął stanowisko sekretarza generalnego Polskiego Związku Narciarskiego. W 2017 roku został tymczasowym zastępcą Andrzeja Wąsowicza w roli dyrektora Pucharu Świata w skokach narciarskich w Wiśle. W 2018 roku na stanowisku sekretarza generalnego zastąpił go Jan Winkiel.